# Anatomy of a Love Seen
Anatomy of a Love Seen es una película de drama romántico estadounidense de 2014 escrita y dirigida por Marina Rice Bader.  La película está protagonizada por Sharon Hinnendael y Jill Evyn. 

## Trama
La película gira en torno a dos jóvenes actrices que se enamoran mientras graban una escena de amor lésbica. Meses después rompen su relación pero se ven forzadas a volver a reunirse para volver a grabar la escena de amor para la distribución de la película.

## Reparto
- Sharon Hinnendael como Zoe Peterson
- Jill Evyn como Mal Ford
- Constance Brenneman como Anne Pasternak
- Marina Rice Bader como Kara Voss
- Kieran Valla como Kieran Scardovi

## Recepción
AfterEllen le dio a Anatomy of a Love Seen una crítica positiva, escribiendo que "Como directora, Rice Bader tiene un ojo para la composición y crea unas cuantas tomas hermosas a lo largo de la película". Curve también elogió la película, escribiendo " Anatomía de un amor visto es una película poderosa y conmovedora. Esta película te enviará a una montaña rusa de emociones, pero vale la pena cada momento". 